# Huerzelerimys oreopitheci
Huerzelerimys oreopitheci is een fossiel knaagdier uit het geslacht Huerzelerimys dat gevonden is in afzettingen uit het Mioceen van Baccinello (Toscana, Italië). H. oreopitheci is een insulaire soort, die morfologisch wat afwijkt van zijn geslachtsgenoten. Het is de voorouder van Anthracomys en een afstammeling van H. vireti. Deze soort is oorspronkelijk beschreven als een soort van Valerymys, een synoniem van Castillomys.
Huerzelerimys minor · Huerzelerimys oreopitheci · Huerzelerimys turoliensis · Huerzelerimys vireti